# Discografia de Marina
A discografia da cantora galesa Marina consiste em quatro álbuns de estúdio, quatro extended plays (EP), dezoito singles, três singles promocionais e vinte e oito vídeos musicais.
Marina lançou seu extended play (EP) de estreia, The Crown Jewels, em junho de 2009 pela gravadora independente Neon Gold Records. Após assinar contrato com a 679 Recordings e Atlantic Records, lançou seu primeiro álbum, The Family Jewels (2010). Ele estreou na quinta colocação no UK Albums Chart, parada de álbuns do Reino Unido, sendo certificado ouro pela British Phonographic Industry (BPI). Sua promoção ocorreu com cinco singles: "Mowgli's Road", "Hollywood", "I Am Not a Robot", "Oh No!" e "Shampain".
Em abril de 2012, lançou seu até então álbum de maior sucesso, o Electra Heart, que ficou no topo das tabelas musicais do Reino Unido e Irlanda. Para a promoção do álbum, lançou os singles oficiais "Primadonna", "Power & Control" e "How to Be a Heartbreaker". Em 2015, lançou seu terceiro álbum Froot, que ficou na décima posição nas tabelas britânicas, com os singles oficiais "Froot", "Happy" e "I'm a Ruin"; além dos promocionais "Immortal" e "Forget". Lançou seu quarto álbum de estúdio, Love + Fear, em abril de 2019, estreando novamente na quinta colocação da parada inglesa, e alcançando as vinte primeiras posições da Alemanha, Áustria, Irlanda e Suíça. O trabalho foi divulgado com os singles "Handmade Heaven", "Superstar", "Orange Trees" e "Karma".

## Álbuns

### Álbuns de estúdio
| Título | Melhor posição nas tabelas musicais | Melhor posição nas tabelas musicais | Melhor posição nas tabelas musicais | Melhor posição nas tabelas musicais | Melhor posição nas tabelas musicais | Melhor posição nas tabelas musicais | Melhor posição nas tabelas musicais | Melhor posição nas tabelas musicais | Melhor posição nas tabelas musicais | Melhor posição nas tabelas musicais | Vendas                                             | Certificações                         |
| Título | UK                                  | AUS                                 | AUT                                 | CAN                                 | GER                                 | IRE                                 | NZ                                  | SWE                                 | SWI                                 | US                                  | Vendas                                             | Certificações                         |
| --- | ----------------------------------- | ----------------------------------- | ----------------------------------- | ----------------------------------- | ----------------------------------- | ----------------------------------- | ----------------------------------- | ----------------------------------- | ----------------------------------- | ----------------------------------- | -------------------------------------------------- | ------------------------------------- |
| The Family Jewels - Lançamento: 15 de fevereiro de 2010 - Gravadoras: 679, Atlantic - Formatos: CD, vinil, download digital      | 5                                   | 79                                  | 18                                  | —                                   | 12                                  | 9                                   | —                                   | —                                   | 100                                 | 138                                 | - : 1,000,000 - : 451,000 - : 230,000 - : 70,000   | - BPI: Ouro - IRMA: Ouro              |
| Electra Heart - Lançamento: 27 de abril de 2012 - Gravadoras: 679, Atlantic - Formatos: CD, download digital                     | 1                                   | 4                                   | 25                                  | 50                                  | 17                                  | 1                                   | 31                                  | 41                                  | 9                                   | 31                                  | - : 2,000,000 - : 1,014,000 - : 164,000 - : 90,000 | - BPI: Ouro - IRMA: Ouro - RIAA: Ouro |
| Froot - Lançamento: 13 de março de 2015 - Gravadoras: Neon Gold, Atlantic - Formatos: CD, vinil, download digital                | 10                                  | 12                                  | 38                                  | 6                                   | 24                                  | 4                                   | 12                                  | 48                                  | 10                                  | 8                                   | - : 800,000 - : 267,000 - : 60,000                 | - BPI: Prata                          |
| Love + Fear - Lançamento: 26 de abril de 2019 - Gravadoras: Atlantic - Formatos: CD, vinil, download digital                     | 5                                   | 22                                  | 19                                  | 32                                  | 18                                  | 17                                  | 31                                  | —                                   | 20                                  | 28                                  | - : 500,000 - : 142,000 - : 50,000                 |                                       |
| Ancient Dreams in a Modern Land - Lançamento: 11 de junho de 2021 - Gravadoras: Atlantic - Formatos: CD, vinil, download digital | 17                                  | 38                                  | 29                                  | —                                   | 43                                  | 26                                  | 40                                  | —                                   | 21                                  | 92                                  | - : 350,000 - : 92,000 - : 20,000                  |                                       |
| "—" denota uma gravação que não entrou em uma tabela musical ou que não foi lançada no território.                               |                                     |                                     |                                     |                                     |                                     |                                     |                                     |                                     |                                     |                                     |                                                    |                                       |

### Extended plays
| Título                           | Detalhes |
| -------------------------------- | --- |
| The Crown Jewels                 | - Lançamento: 1 de junho de 2009 - Gravadoras: Neon Gold - Formatos: Vinil de sete polegadas, download digital, CD |
| iTunes Live: London Festival '09 | - Lançamento: 15 de julho de 2009 - Gravadoras: 679, Atlantic - Formatos: Download digital                         |
| The American Jewels              | - Lançamento: 23 de março de 2010 - Gravadoras: Chop Shop - Formatos: Download digital                             |
| iTunes Live: London Festival '10 | - Lançamento: 26 de julho de 2010 - Gravadoras: 679, Atlantic - Formatos: Download digital                         |

## Singles
| Título                                                                                             | Ano  | Posições | Posições | Posições | Posições | Posições | Posições | Posições | Posições | Posições | Posições | Certificações                                                    | Álbum             |
| Título                                                                                             | Ano  | UK       | AUS      | AUT      | DEN      | GER      | IRE      | NOR      | NZ       | SWE      | SWI      | Certificações                                                    | Álbum             |
| -------------------------------------------------------------------------------------------------- | ---- | -------- | -------- | -------- | -------- | -------- | -------- | -------- | -------- | -------- | -------- | ---------------------------------------------------------------- | ----------------- |
| "Obsessions"                                                                                       | 2009 | —        | —        | —        | —        | —        | —        | —        | —        | —        | —        | - ARIA: Platina                                                  | The Family Jewels |
| "Mowgli's Road"                                                                                    | 2009 | —        | —        | —        | —        | —        | —        | —        | —        | —        | —        | - ARIA: Platina                                                  | The Family Jewels |
| "Hollywood"                                                                                        | 2010 | 12       | —        | 17       | —        | 15       | 21       | —        | —        | —        | —        | - ARIA: Platina - RMNZ: Platina                                  | The Family Jewels |
| "I Am Not a Robot"                                                                                 | 2010 | 26       | —        | —        | —        | —        | —        | 6        | —        | 11       | —        |                                                                  | The Family Jewels |
| "Oh No!"                                                                                           | 2010 | 38       | —        | —        | —        | —        | —        | —        | —        | —        | —        |                                                                  | The Family Jewels |
| "Shampain"                                                                                         | 2010 | 141      | —        | —        | —        | —        | —        | —        | —        | —        | —        | - ARIA: Platina                                                  | The Family Jewels |
| "Primadonna"                                                                                       | 2012 | 11       | 21       | 3        | 12       | 18       | 3        | —        | 4        | —        | 16       | - BPI: Prata - ARIA: Platina - IFPI DEN: Platina - RMNZ: Platina | Electra Heart     |
| "Power & Control"                                                                                  | 2012 | 193      | —        | —        | —        | —        | —        | —        | —        | —        | —        | - BPI: Prata                                                     | Electra Heart     |
| "How to Be a Heartbreaker"                                                                         | 2013 | 88       | —        | —        | 18       | —        | 21       | —        | —        | —        | —        | - BPI: Prata                                                     | Electra Heart     |
| "Froot"                                                                                            | 2014 | 73       | —        | —        | —        | —        | 34       | 68       | —        | 37       | —        | - BPI: Prata - ARIA: Platina                                     | Froot             |
| "Happy"                                                                                            | 2014 | 74       | —        | —        | 91       | —        | 68       | —        | —        | 37       | —        |                                                                  | Froot             |
| "I'm a Ruin"                                                                                       | 2015 | 164      | —        | —        | —        | —        | —        | —        | —        | —        | —        |                                                                  | Froot             |
| "Forget"                                                                                           | 2015 | —        | —        | —        | —        | —        | —        | —        | —        | —        | —        |                                                                  | Froot             |
| "Blue"                                                                                             | 2015 | —        | —        | —        | —        | —        | —        | —        | —        | —        | —        |                                                                  | Froot             |
| "Handmade Heaven"                                                                                  | 2019 | —        | —        | —        | —        | —        | —        | —        | —        | —        | —        |                                                                  | Love + Fear       |
| "Superstar"                                                                                        | 2019 | —        | —        | —        | —        | —        | —        | —        | —        | —        | —        |                                                                  | Love + Fear       |
| "Orange Trees"                                                                                     | 2019 | —        | —        | —        | —        | —        | —        | —        | —        | —        | —        |                                                                  | Love + Fear       |
| "Karma"                                                                                            | 2019 | —        | —        | —        | —        | —        | —        | —        | —        | —        | —        |                                                                  | Love + Fear       |
| "—" denota uma gravação que não entrou em uma tabela musical ou que não foi lançada no território. |      |          |          |          |          |          |          |          |          |          |          |                                                                  |                   |

### Promocionais
| "Radioactive"                                                                                      | 2011 | 25 | 37 | Electra Heart |
| "Immortal"                                                                                         | 2015 | 78 | 72 | Froot         |
| "Gold"                                                                                             | 2015 | —  | —  | Froot         |
| "—" denota uma gravação que não entrou em uma tabela musical ou que não foi lançada no território. |      |    |    |               |

## Vídeos musicais
| Título                          | Ano  | Diretor(es)           |
| ------------------------------- | ---- | --------------------- |
| "Seventeen"                     | 2008 | Chris Lewis           |
| "Obsessions"                    | 2008 | Tim Brown             |
| "I Am Not a Robot"              | 2009 | Rankin & Chris Cottam |
| "Mowgli's Road"                 | 2009 | Chris Sweeney         |
| "Hollywood"                     | 2009 | Kinga Burza           |
| "Hollywood" (remix de Gonzales) | 2010 | Dan Knight            |
| "Oh No!"                        | 2010 | Kinga Burza           |
| "Shampain"                      | 2010 | Kim Gehrig            |
| "Fear and Loathing"             | 2011 | Casper Balslev        |
| "Radioactive"                   | 2011 | Casper Balslev        |
| "Primadonna"                    | 2012 | Casper Balslev        |
| "Power & Control"               | 2012 | Casper Balslev        |
| "How to Be a Heartbreaker"      | 2012 | Marc & Ish            |
| "The State of Dreaming"         | 2013 | Thomas Knights        |
| "Lies"                          | 2013 | Casper Balslev        |
| "Electra Heart"                 | 2013 | Margarita Louca       |
| "Froot"                         | 2014 | Chino Moya            |
| "Immortal"                      | 2014 | Paul Caslin           |
| "I'm a Ruin"                    | 2015 | Markus Lundqvist      |
| "Forget"                        | 2015 | Markus Lundqvist      |
| "Blue"                          | 2015 | Charlotte Rutherford  |
| "Handmade Heaven"               | 2019 | Sophie Muller         |
| "Orange Trees"                  | 2019 | Sophie Muller         |
| "To Be Human"                   | 2019 | Anna Patarakina       |
| "Superstar"                     | 2019 | Nikko La Mere         |
| "True" (versão acústica)        | 2019 | Nikko La Mere         |
| "Karma"                         | 2019 | Nikko La Mere         |
| "Man's World"                   | 2020 | Alexandra Gavillet    |